# NuSTAR
NuSTAR (Nuclear Spectroscopic Telescope Array) là một loại kính thiên văn tìm các tia X trong không gian sử dụng một kính Wolter để tập trung các tia X có năng lượng cao từ các nguồn trong không gian, đặc biệt là nguồn quang phổ hạt nhân, và sẽ vận hành trong dãi năng lượng 5 đến 80 keV. Đây là nhiệm vụ thứ 11 của chương trình vệ tinh Small Explorer của NASA (SMEX-11) và là kính thiên văn tia X chụp ảnh trực tiếp trong không gian ở các mức năng lượng gần với các mức năng lượng của đài thiên văn tia X Chandra và XMM-Newton. Nó được phóng thành công ngày 13 tháng 6 năm 2012 sau khi bị trì hoãn từ ngày 21 tháng 3 do trục trặc về phần mềm của thiết bị phóng.